# Свердловинні механізми для спуско-підіймальних операцій
Свердловинні механізми для спуско-підіймальних операцій

Рисунок. Підіймальний агрегат А-50У
1 — компресор; 2 — трансмісія; 3 — гідродомкрат підйому; 4 — талева система; 5 — двохбарабанна лебідка; 6 — щогла; 7 — система управління агрегатом та лебідкою; 8 — ротор

Підіймальні механізми для спуско-підіймальних операцій на свердловинах поділяються на самохідні (на базі шасі автомобіля чи трактора), та стаціонарні (лебідки).
- Комплекс обладнання «КОРО-80» призначений для здійснення спуско-підіймальних операцій з НКТ та БТ, розбурювання цементних мостів, проведення робіт з ловильним та різальним інструментом, нагнітання у свердловини різних робочих рідин, виконання дослідницьких робіт свердловин у процесі їх освоєння та капітального ремонту. Він включає: самохідну підйомну установку типу УПА-80 на базі автомобіля МАЗ-537; насосний блок БНП-15Гр на базі двовісного причепа МАЗ-8926; пересувні приймальні містки МПП-80 з робочим майданчиком та інструментальним візком; ротор 200—125; вертлюг ВП80 — 200 та комплект інструменту для роботи з НКТ та БТ; автомат АПР-ГП та ключ КПГ 73 — 89 мм.
- Підіймальний агрегат А-50У призначений для здійснення спуско-підіймальних операцій (з укладанням труб на містки) у процесі освоєння, поточного та капітального ремонту свердловин, розбурювання цементного корка, промивання свердловин, видалення піщаних корків, встановлення фонтанної арматури. Агрегат змонтований на базі автомобіля КрАЗ-257 і включає: однобарабанну лебідку з трансмісією приводу; вишку з талевою системою; ротор із гідроприводом; проміжний вал бурового ротора; систему керування; насосний блок, змонтований з урахуванням автопричепа (рис.).
- Підіймальний агрегат Азінмаш-37А призначений для здійснення спуско-підіймальних операцій із укладанням труб та штанг на містки при поточному ремонті свердловин. Агрегат змонтований на базі автомобіля КрАЗ-255Б і включає: лебідку; вишку з талевою системою; кабіну машиніста; систему управління агрегатом; допоміжні вузли та механізми (автомат АПР-28Б для згвинчування та розгвинчування НКТ; автомат АШК-Г для згвинчування-розгвинчування труб.
- Підіймальний агрегат «Азінмаш-43А» призначений для здійснення спуско-підіймальних операцій із укладанням труб та штанг на містки при поточному ремонті свердловин (у важкодоступних умовах). Агрегат змонтований на базі гусеничного болотохідного гідрофікованого трактора Т-100М36ГС і включає: коробку передач; однобарабанну лебідку; вишку з талевою системою; систему керування; допоміжні вузли та механізми; автомат АПР-2ВБ для згвинчування та розгвинчування НКТ.
- Підіймальний агрегат «Бакинець-3М» призначений для здійснення спуско-підіймальних операцій із укладанням труб та штанг на містки при поточному та капітальному ремонті свердловин. Агрегат змонтований на базі гусеничного трактора Т-100МЗ і включає: коробку передач; однобарабанну лебідку; вишку з талевою системою; кулісний механізм підйому вишки; систему керування; допоміжні вузли та механізми.
- Підйомник Азінмаш-43П призначений для здійснення спуско-підіймальних операцій при поточному та капітальному ремонті свердловин, обладнаних стаціонарними вежами або щоглами. Підйомник змонтований на базі гусеничного болотохідного трактора Т-100МЗБГС або Т-100МЗ і включає: коробку передач; однобарабанну лебідку; систему керування.
- Підйомник ЛП-8 призначений для здійснення ремонту свердловин глибиною до 2500 м, обладнаних стаціонарними вежами та щоглами. Підйомник змонтований на базі трактора Т-130 і включає: коробку передач; лебідку; систему управління та допоміжні вузли.
- Підіймальна установка ЛПР-10Е призначена для освоєння та капітального ремонту свердловин глибиною до 3500 м, обладнаних стаціонарними вежами або щоглами. Підйомна установка змонтована на рамі-санях і включає: лебідку; ротор Р-200; механізми для згвинчування та розгвинчування бурильних труб (діаметром 73 та 89 мм) та НКТ (діаметром до 114 мм) з гідравлічним приводом, гідророзкріплювачем; засобами малої механізації.

Крім того, при бурінні на нафту і газ до спуско-підіймального обладнання, яке призначене для підтримування у підвішеному стані і нарощування бурильного інструменту та проведення СПО, належать бурові лебідки, кронблоки, талеві блоки і гаки або гакоблоки.